# Kouro
Kouro (ou Kouro Bello, Kouro Kalfou) est une localité du Cameroun située dans la commune de Kalfou, le département du Mayo-Danay et la Région de l'Extrême-Nord, à proximité de la frontière avec le Tchad.

## Population
En 1967, la localité de Kouro comptait 383 habitants, principalement des Peuls et des Massa. À cette date, elle était dotée d'une école publique à cycle incomplet. Un marché hebdomadaire s'y tenait le samedi.
Lors du recensement de 2005, on y a dénombré 410 habitants.
Une étude de terrain de 2011 évalue la population à 972 personnes.